# Agapanthia lederi
Agapanthia lederi är en skalbaggsart som beskrevs av Ludwig Ganglbauer 1884. Agapanthia lederi ingår i släktet Agapanthia och familjen långhorningar. Inga underarter finns listade i Catalogue of Life.